# Кудринское
Кудринское — озеро в Некрасовском районе Ярославской области России. Расположено в бассейне реки Шиголость. Площадь — 0,3 км².
В окрестностях Кудринского находятся деревни Судища, Кудрино и Павлиха, мимо проходит грунтовая дорога.
Высота поверхности озера над уровнем моря — 97,2 метра.